# Гражданская война

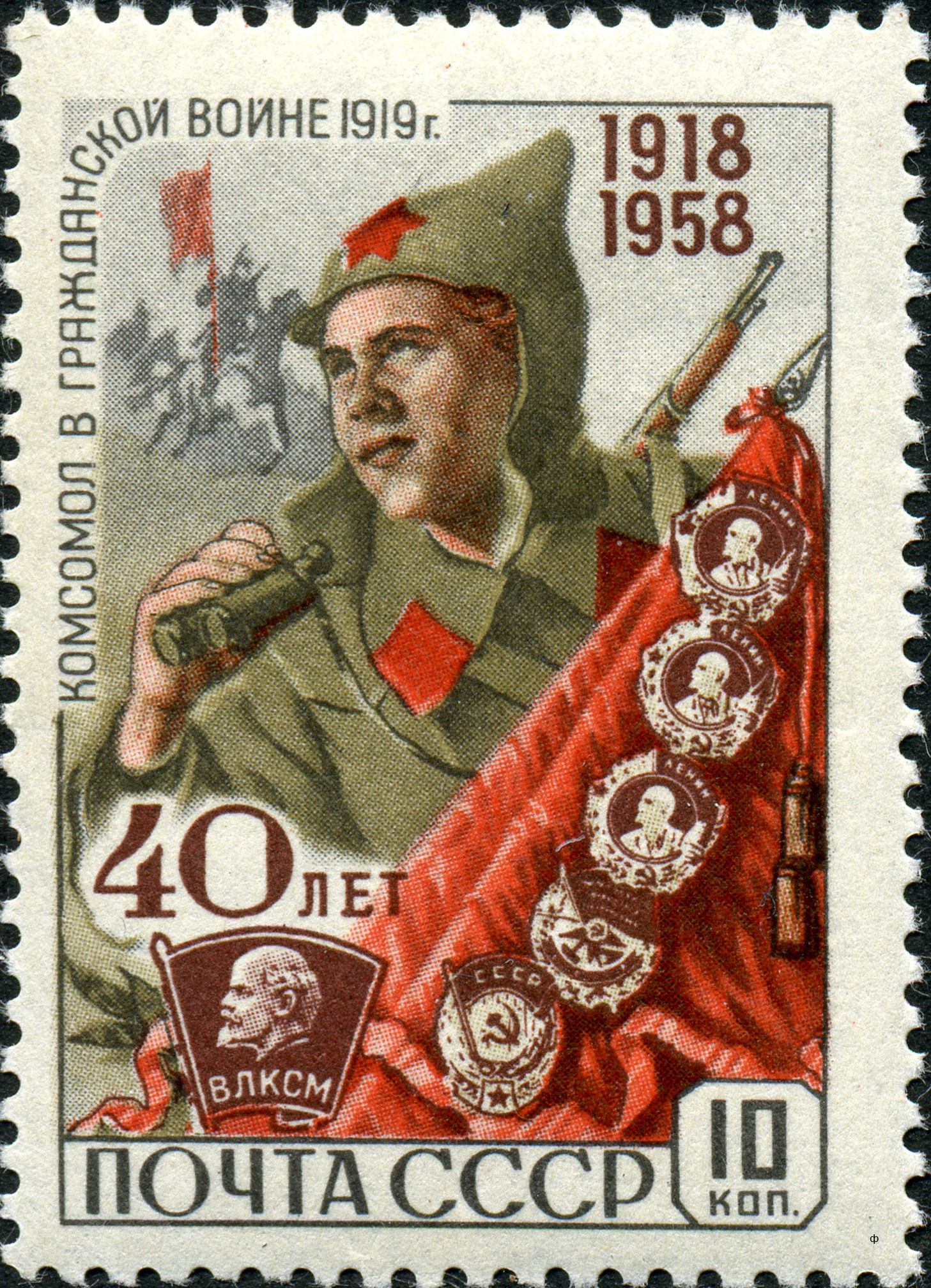
Марка СССР, посвящённая участию комсомола в Гражданской войне в России

Гражда́нская война́ — наиболее острая форма разрешения накопившихся социальных противоречий внутри государства, которая проявляется в виде крупномасштабного вооружённого противостояния между организованными группами. Целью сторон является захват власти в стране или в отдельном регионе.
Признаками гражданской войны являются втянутость гражданского населения и вызванные этим значительные потери.
Способы ведения гражданских войн часто отличаются от традиционных. Наряду с использованием враждующими сторонами регулярных войск большое распространение получает партизанское движение, а также различные стихийные восстания населения и тому подобное. Нередко гражданская война сочетается с борьбой против иностранной интервенции других государств.
Гражданские войны с конца Второй мировой войны имели продолжительность в среднем чуть более четырёх лет, что является существенным увеличением с 1,5 лет, средней длительности войн в течение 1900—1944 годов. В то время как уровень возникновения новых гражданских войн был относительно постоянен, начиная с середины XIX века, возрастающая продолжительность этих войн привела к возрастанию количества войн, происходящих в каждый данный момент времени. К примеру, не более пяти гражданских войн происходили одновременно в начале XX века, в то время как более 20 одновременных войн случались в мире в конце холодной войны, прежде чем вновь значительно упасть в связи с тем, что конфликты, связанные с противостоянием сверхдержав, пришли к своему концу.
Начиная с 1945 года, гражданские войны унесли порядка 25 миллионов жизней и насильственную депортацию миллионов людей. Гражданские войны также стали причиной экономического коллапса стран, увязших в них; Бирма (Мьянма), Уганда и Ангола являются примерами государств, широко рассматривавшихся как имевшие бы процветающее будущее, пока они не вошли в состояние гражданской войны.

## Определение
Джеймс Ферон, изучающий гражданские войны в Стэнфордском университете, определяет гражданскую войну как «насильственный конфликт внутри страны, борьба организованных групп, которые стремятся захватить власть в центре и в регионе, или стремятся изменить государственную политику».
Некоторые исследователи, в частности, Энн Хиронака считают, что одной из сторон в конфликте является государство, что на практике вовсе не является обязательным. Момент, с которого гражданские беспорядки становятся гражданской войной, весьма спорен. Некоторые политологи определяют гражданскую войну как конфликт, имеющий более чем 1000 жертв, в то время как другие считают достаточным по 100 жертв с каждой стороны. Американский проект Correlates of War, данные которого широко используется учёными-конфликтологами, классифицирует гражданскую войну как войну с более 1000 погибших в связи с войной за год конфликта.
Если принять за основу 1000 погибших в год как критерий, то в период с 1816 по 1997 год было 213 гражданских войн, 104 из которых произошли с 1944 по 1997 год. Если использовать менее строгий критерий в 1000 жертв вообще, то более 90 гражданских войн произошло между 1945 и 2007 годами, причём 20 из них продолжались по состоянию на 2007 год.
Женевские конвенции не включают определения понятия «гражданская война», однако они включают критерии, для которых конфликт может быть признан «вооружённым конфликтом не международного характера», включающий гражданские войны. Существует четыре критерия:
- Стороны восстания должны обладать частью национальной территории.
- Восставшие гражданские власти должны де-факто обладать властью над населением в определённой части территории страны.
- Повстанцы должны иметь некоторое признание в качестве воюющей стороны.
- Правительство «обязано прибегнуть к регулярной военной силе против повстанцев с военной организацией».

## Исследование причин гражданских войн
Учёные, исследующие причины гражданских войн, рассматривают два основных фактора, которые их вызывают. Одним из факторов могут являться этнические, социальные или религиозные разногласия между социальными слоями людей, напряжённость которых достигает масштаба общенационального кризиса. Другой фактор — это экономические интересы отдельных лиц или групп. Научный анализ показывает, что экономические и структурные факторы важнее, чем факторы идентификации групп населения.
В начале 2000-х годов специалисты Всемирного банка проводили исследование гражданских войн и сформулировали модель Коллиера—Хёффлера, которая определяет факторы, увеличивающие риск возникновения гражданской войны. Были рассмотрены 78 пятилетних периодов с 1960 по 1999 годы, в которых возникали гражданские войны, а также 1167 пятилетних периодов без гражданских войн для установления корреляции с различными факторами. В ходе исследования было показано, что статистически значимое влияние на вероятность возникновения гражданской войны оказывали следующие факторы:
- Наличие финансирования

Любая гражданская война требует ресурсов, поэтому её риск выше в странах, которые их имеют. Дополнительным фактором является возможность финансирования из-за рубежа.
- Образовательный фактор

Гражданская война менее вероятна там, где выше уровень образования юношей, которые могли бы составить основу вооружённых сил, так как они бы потеряли возможности успешной карьеры в случае войны. Неравенство распределения доходов, однако, не коррелировало с гражданскими войнами. Однако с повышенным образованием возрастает также и самосознание людей. Люди с высоким самосознанием могут быть недовольны положением дел в государстве, такими как отсутствие необходимых прав и свобод, коррупция или др., и могут развязать гражданскую войну при поддержке единомышленников.
- Военные преимущества

Гражданская война наиболее вероятна в странах с труднодоступными территориями, такими как горы и пустыни.
- Притеснения

Установлено, что к увеличению вероятности гражданской войны приводит этническое доминирование. Религиозная и этническая раздробленность, наоборот, снижает риск войны.
- Временной фактор

Чем больше времени прошло с момента последней гражданской войны, тем меньше вероятность возобновления конфликта.

## Процессы окончания гражданских войн
В период 1945—1992 лишь треть переговорных процессов, начинаемых с целью завершения гражданской войны, завершились успехом.
Исследования подтверждают очевидный вывод, что чем больше участников вовлечено в гражданскую войну, тем более труден процесс нахождения компромисса и тем более длительный срок продолжается война. Большее количество сторон, в чьих силах заблокировать перемирие, почти однозначно означает трудности в достижении этого перемирия и откладывание его на долгую перспективу. Как один из возможных примеров можно привести две войны в Ливане — кризис 1958 года и гражданскую войну (1975—1990), когда первая гражданская война длилась примерно 4 месяца, а вторая — 15 лет.
В целом, можно выделить три большие группы гражданских войн по продолжительности:
1. длящиеся менее года
2. продолжающиеся от года до 5 лет
3. длительные гражданские войны, продолжающиеся 5 лет и более.

Исследования показывают, что продолжительность войн не зависит от их географии, они могут происходить в любой части земного шара.
Теория достаточной информации, когда считается, что сторона идёт на соглашение в случае, если ей становится ясно о малых шансах одержать победу, работает не всегда. Примером могут служить действия УНИТА в Анголе в 1975—2002 годах, когда она продолжала военные действия, даже потеряв сколько-нибудь значительную поддержку населения и иностранных держав, завершив свои действия лишь со смертью лидера, Жонаша Савимби.
Более удачной является теория «достаточности добычи», которая объясняет продолжение военных действий экономической выгодой, получаемой воюющей стороной, вне зависимости от того, какую степень поддержки она имеет в стране. Именно личное обогащение можно считать одной из причин функционирования УНИТА столь долгое время. Соответственно, чтобы прекратить конфликт, требуется ввести меры, которые бы снижали экономическую выгоду сторон. Попытки введения соответствующих санкций применялись ООН в конфликтах в Либерии и Сьерра-Леоне.
Соответственно, чем больше сторон в конфликте, тем больше вероятность, что хоть одна из них может посчитать либо свои шансы на победу достаточными (ввиду более проблематичной оценки шансов при наличии нескольких участников), либо достаточной выгоду от войны, и продолжать борьбу, затрудняя достижение перемирия. При этом вступление в конфликт внешнего участника, целью которого является способствование достижению мирных соглашений, может принести эффект лишь в том случае, если за столом переговоров улажены все значимые стороны конфликта. При этом роль третьей стороны в успешности подобных переговоров весьма значительна.
Третья сторона в переговорах выполняет функцию гаранта безопасности участникам конфликта в переходный период. Достижение соглашений по причинам войны зачастую является недостаточным для её окончания. Стороны могут опасаться, что прекращение военных действий и начало разоружения может быть использовано противником для нанесения контрудара. В этом случае обязательства третьей стороны по недопущению подобной ситуации могут весьма способствовать развитию доверия и установлению мира. В целом, зачастую именно соглашения о том, как будет налажен процесс перехода к мирной жизни, являются критичными для достижения мирных соглашений, а не собственно споры о причинах конфликта и их разрешении.

## Гражданские войны в истории
На протяжении мировой истории гражданские войны имели разные формы и типы: восстания рабов, крестьянские войны, партизанские войны, вооружённая борьба против правительства, борьба между двумя частями народа и пр.

В собрании Лейденского музея сохранился древнеегипетский папирус «Речение Ипувера» (ок. XIII—XVIII вв. до н. э.) красочно описывающий трагические события смуты, сопровождавшейся разорением и распадом страны. По мнению ряда историков, речь в этом документе может идти о первом известном в истории массовом социальном движении, или даже «гражданской войне». Такого же характера другое древнеегипетское произведение «Пророчество Неферти» (ок. XV в. до н.э), где сказано:
«Я показываю тебе сына в виде врага, брата в виде противника; Человек будет убивать своего отца… Будет страна мала, а её руководители многочисленны».

### Восстания рабов
Тема восстаний рабов остаётся предметом споров в исторической науке, являясь частью более широкой дискуссии о том, является ли вся история человечества историей классовой борьбы. Вопрос о том, чем могут считаться крупнейшие восстания рабов — мятежами или попытками революций, — остаётся открытым. Значение того или иного восстания в истории страны не обязательно зависит от его продолжительности и масштаба. Небольшие мятежи могли играть важную роль в истории государства и, если и не являться собственно «гражданскими войнами», то быть одними из причин, вызывающими таковые.
Восстания рабов происходили с древнейших времён, с начала существования рабства как такового, которое возникло из обычая присваивать победителями военные трофеи, в том числе и пленных, которые могли использоваться как рабочая сила. По мере развития, рабство становится не просто способом получения экономической выгоды, но и способом проявления власти одних над другими, когда хозяин мог решать по своему желанию судьбу раба вплоть до решения жить тому или умереть. Раб превращался из личности в вещь, принадлежащую хозяину. Сопротивления рабов выражали их несогласие с условиями существования, глубинной причиной бунтов являлось противление дегуманизации личности, отстаивание права осуществлять свою волю. При этом восстания рабов, строго говоря, не могут считаться гражданскими войнами, так как в античном мире рабы не были членами гражданского коллектива.
Целью восстаний рабов в общем случае являлось не только обретение свободы, которая могла быть вдохновляющим идеалом, но и попытка добиться освобождения от конкретных ограничений, наложенных на их жизнь. Предотвращение мятежей всегда оставалось трудной задачей для рабовладельцев, так как суровые наказания зачастую не давали эффекта и при этом снижали экономическую ценность рабов, само же восстание могло привести не только к банкротству хозяина, но и к его смерти
Наиболее известные чисто рабовладельческие государства возникли только в эпоху античности — в Древней Греции и Древнем Риме.
В 464 году до н. э. произошло сильное землетрясение в Спарте, и, воспользовавшись паникой, илоты подняли восстание. Закрепившись в Мессении, они удерживались там около 10 лет, пока спартанцы не предоставили им свободный выход, после они поселились в Навпакте. Отчасти мессенские события явились прологом к всегреческому междоусобному конфликту — Пелопоннесской войне.
В эпоху Римской Республики произошли первые крупнейшие восстания рабов — Первое и Второе сицилийские восстания (135—132 годах до н. э. и 104—99 годах до н. э.), восстание Спартака (74—71 гг. до н. э.). Восстание Спартака имело важное значение для истории Древнего Рима, явилось одной из ступеней в переходе Римской республики в Римскую империю.
К ним примкнули и движения в Римской Испании: национально-освободительное восстание лузитанов под предводительством Вириата в 148—139 годах до н. э., а также движение под предводительством Квинта Сертория 80—72 годов до н. э., направленное против сторонников римского полководца и политика Луция Корнелия Суллы. В обеих этих войнах на стороне повстанцев действовали беглые рабы.
В 83—82 годах до н. э. разразилась первая крупная гражданская война в Риме, которую вели между собой сторонники Суллы и покойного полководца Гая Мария, объединившиеся вокруг его сына консула 82 года до н. э. Гая Мария младшего. В ходе этой кровопролитной войны впервые в истории применены были гражданские репрессии — проскрипции.
Военные действия гражданской войны в Риме 49—44 годов до н. э. между сторонниками Гая Юлия Цезаря и Гнея Помпея Великого велись на территории нескольких провинций: Италии, Африки, Испании, Иллирии, Египта, Ахайи, и сопровождались массовой гибелью солдат и разорением мирного населения.

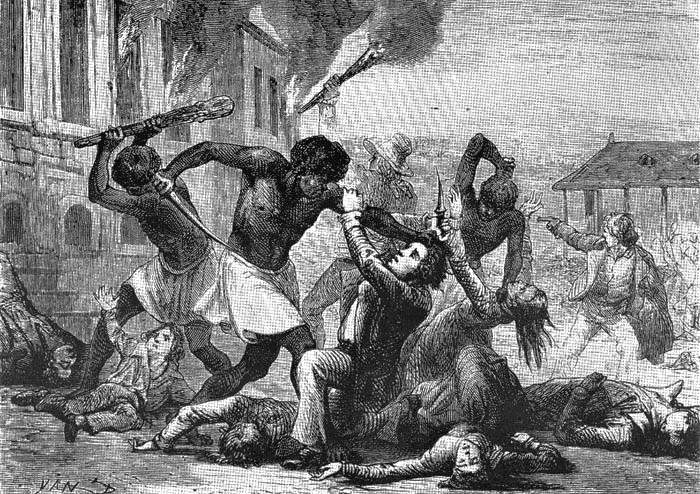
Самосуд темнокожих рабов над европейскими рабовладельцами во время Гаитянской революции

Переход от рабовладельческого строя к феодализму ознаменовал уменьшение восстаний рабов, хотя они продолжали вспыхивать там, где рабство сохранялось. В 869—883 годах произошло Восстание зинджей на территории Южной Месопотамии в Аббасидском халифате. В результате восстания зинджам удалось установить свой контроль над всем Нижним Ираком и даже создать свою собственную полицию. В результате колоссального напряжения сил аббасидским халифам всё-таки удалось это восстание подавить.
Наряду с движениями рабов и зависимых людей, в Арабском халифате происходили массовые движения на религиозной почве, приобретавшие масштабы гражданских войн. Так, в результате восстания хуррамитов Абу-Муслима в Хорасане в 747—750 годах была свергнута правящая династия Омейядов и утвердилась новая династия Аббасидов, а война хуррамитов Иранского Азербайджана с войсками халифата под предводительством Бабека длилась свыше 20 лет: с 816 по 837 год.
Рабство, практически повсеместно в Европе заменённое крепостничеством, было восстановлено в Новом Свете в XVII веке, после начала эпохи Великих географических открытий. Это привело к новым восстаниям рабов. Вооружённые мятежи вспыхивали по всей Америке. В 1630—1694 годах в северо-восточной Бразилии существовало Киломбу Палмарис — государство беглых чернокожих рабов. Территория Палмарис достигала 27 тысяч км², на которых проживали около 20 тыс. человек (негры, мулаты, индейцы). В 1791—1803 годах произошла Гаитянская революция во французской колонии Сан-Доминго — единственное в истории успешное восстание рабов, в результате которого колония (сменившая название на Гаити) получила независимость от Франции. В 1831—1832 годах произошло восстание рабов на Ямайке. В восстании приняли участие 60 тысяч из трёхсот тысяч рабов на острове. В США в августе 1831 года произошло восстание Нета Тёрнера (англ. Nat Turner's slave rebellion).
Методы ведения войн рабами имели много общего с тактикой партизанских войн. Они умело пользовались преимуществами местности, использовали в свою пользу природные условия, старались избегать крупномасштабных битв, а атаковать наиболее слабые участки обороны противника.

### Крестьянские восстания

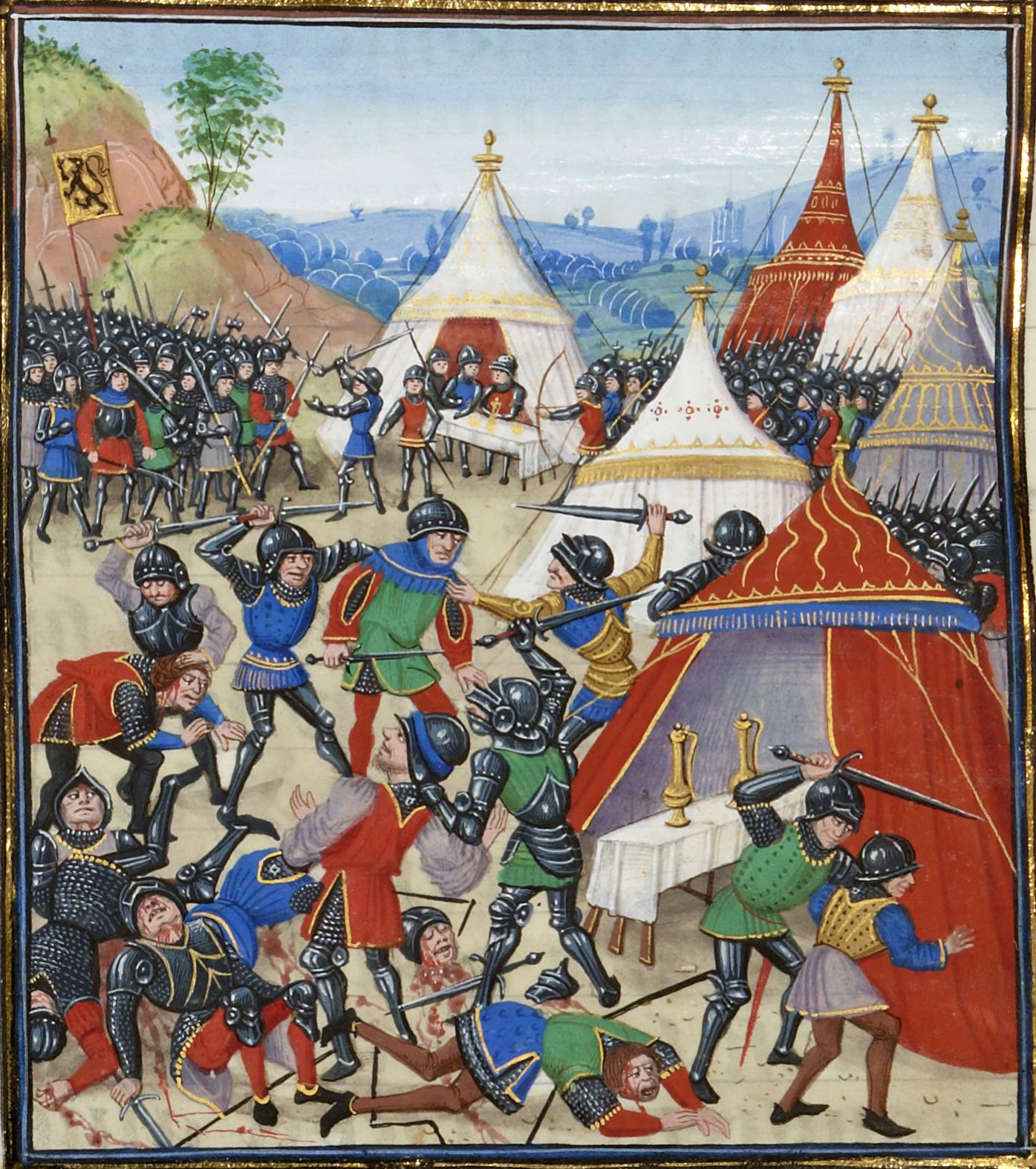
Битва при Касселе между войсками Франции и фламандским ополчением в ходе крестьянского восстания во Фландрии

По мере исторического развития и перехода рабовладельческого строя в феодальный количество рабов уменьшалось, переходя в категорию феодально-зависимого крестьянства и дворовых людей. При этом положение многих крепостных было весьма схоже с положением рабов.
Усиление поборов с крестьян, расширение «господских» прав над сельским населением, неблагоприятные изменения в общих социальных условиях крестьянского быта, совершившиеся в конце XV и начале XVI века, брожение умов, вызванное Реформацией, — таковы были главные причины крестьянской войны в Германии, народного восстания в центральной Европе, прежде всего, на территории Священной Римской империи в 1524—1526 годах. Она явилась одной из многочисленных войн того периода. Растущая социальная пропасть между элитой и прочим населением, увеличение поборов знатью, рост инфляции, массовый голод, войны и эпидемии — всё это приводило к народным выступлениям.
Первой «крестьянской войной» в России традиционно считается движение под руководством И. И. Болотникова 1606—1607 годов, вызванное разорениями времен Смуты и подавленное войсками царя Василия IV Шуйского с большим трудом. В 1670 году в России началась крестьянская война под предводительством Степана Разина. Война эта длилась около двух лет, закончилась поражением восставших и массовыми казнями. Через сто с небольшим лет началась новая крупномасштабная война — Пугачёвское восстание 1773—1775 годов. В военных действиях на стороне Е. И. Пугачёва и его сторонников участвовали до 100 тысяч повстанцев, как русских крестьян и заводских рабочих Урала, так и казаков и представителей нерусских народностей — татар, башкир, казахов и др. Также как и во времена Разина, восстание потерпело поражение и вызвало многочисленные репрессии.
В древнем и средневековом Китае массовые движения податного, в том числе крестьянского, населения зачастую приобретали религиозную окраску и вызывали смену правящей династии. Уже в 17 году н. э. в провинциях Шаньдун и Цзянсу разразилось крестьянское восстание «краснобровых», вызванное жестокостями правления узурпатора Ван Мана и разливами реки Хуанхэ, продолжавшее несколько лет и захватившее соседние провинции. А массовое движение под руководством даосской секты «жёлтых повязок» 184—204 годов н. э. привело к распаду империи Хань и разделению страны (период «Троецарствия»). Крупнейшее в средневековом Китае «крестьянское» восстание под предводительством Хуан Чао 874—878 годов, сопровождавшееся массовыми убийствами, разорением городов и деревень, гонениями против этнических меньшинств (арабов и евреев), привело к падению династии Тан (618—906).
Крестьянским по своей социальной природе и религиозным по своей политической программе являлось на первых порах и национально-освободительное восстание «красных повязок» 1351—1368 годов, направленное против монгольской династии Юань и возглавленное выходцами из даосской секты Белого Лотоса, в результате победы которого к власти пришла национальная китайская династия Мин (1368—1644).
В первой половине XVII века минский Китай пережил одну из крупнейших войн — крестьянскую войну 1628—1647 годов под предводительством Ли Цзычена. Начало войны было спровоцировано засухами, неурожаями, экономическим кризисом, произволом чиновников и тяготами войны с маньчжурами. Итогом войны стало свержение династии Мин и воцарение в Китае династии Цин.
Характер подлинной гражданской войны приобрело Тайпинское восстание в цинском Китае, вспыхнувшее летом 1850 года в провинции Гуанси, первоначально как движение крестьян, и быстро распространившееся на соседние провинции с населением свыше 30 млн человек. Продолжавшееся вплоть до 1864 года и подавленное лишь с помощью британских и французских войск, оно сопровождалось гибелью миллионов людей и вызвало затяжной экономический кризис, приведя, в конечном итоге, к частичной потере страной своей независимости.